# Lambrusca di Alessandria
Lambrusca di Alessandria ist eine Rotweinsorte, die jedoch trotz eines ähnlichen Namens keine von den über 60 Varietäten aus der Familie der Lambrusco ist. Zugelassen ist ihr Anbau im Piemont in den Provinzen Alessandria, Asti und Cuneo sowie der Metropolitanstadt Turin. Die Sorte wird selten sortenrein angeboten und im Verschnitt mit den Sorten Barbera, Dolcetto, Freisa und Bonarda ausgebaut. Eingesetzt werden darf sie im DOC Wein Langhe rosso.
Die Rebsorte wird vermutlich schon seit einigen Jahrhunderten angebaut. Man glaubt, dass die bereits von Petrus de Crescentiis in seinem Werk Ruralium Commodorum unter dem Namen Porcina beschrieben wurde.
Siehe auch den Artikel Weinbau in Italien sowie die Liste von Rebsorten.

## Ampelographische Sortenmerkmale
In der Ampelographie wird der Habitus folgendermaßen beschrieben:
- Die Triebspitze ist offen. Sie ist stark weißwollig behaart, mit karminrotem Anflug.  Die grünen, rötlich gefleckten Jungblätter sind noch leicht wollig behaart
- Die mittelgroßen fast fünfeckigen Blätter (siehe auch den Artikel Blattform) sind dreilappig (selten auch fünflappig) und mitteltief gebuchtet. Die Stielbucht V-förmig offen. Der Blattrand ist spitz gesägt.  Im Vergleich zu anderen Rebsorten sind die Zähne mittelweit gesetzt.
- Die kegel- bis pyramidalförmige Traube ist groß und dichtbeerig. Die rundlichen Beeren sind klein bis mittelgroß und von schwarz-blauer Farbe. Der Saft der Beeren ist nahezu neutral, wenngleich leicht bitter.

Lambrusca di Alessandria treibt spät aus und entgeht somit späten Frühjahrsfrösten. Die mäßig wüchsige Sorte erbringt gute Erträge.
Die Rebsorte Lambrusca di Alessandria reift circa 20 Tage nach dem Gutedel und ist damit für eine rote Rebsorte fast noch früh reifend. Sie kann daher in den kalten und feuchten Höhenlagen von Alessandria und Asti gedeihen.

## Synonyme
Die Rebsorte Lambrusca di Alessandria ist auch unter folgenden Namen bekannt: Aglianico Dolce Precoce, Andre, Anra Buono, Anra Nostrano, Anre, Anre Grossolano, Badino, Caruet, Cascarello, Cassolo, Coccalona Riccia, Covaretto Grosso, Covra, Covra Astigiana, Croetto, Crova, Crova Nera, Crovet, Crovetto, Crovin, Crovino, Crovino I, Farinellona, Gros De Coveretto, Grosso Covarevo, Lambrusa, Lambrusa di Alba, Lambrusa Saluzzesse, Lambrusca, Lambrusca Viola, Lambrusco, Lambrusco di Alessandria, Legno Bianco, Moreto, Moretto, Morettone, Neirano, Neiretta, Neirettone, Nerano, Nerello, Neretto, Neretto di Alessandria, Pezze, Piscacchia, Pisciancio, Porcino und Stupet.